# Leucania alboradiata
Leucania alboradiata är en fjärilsart som beskrevs av George Francis Hampson 1905. Leucania alboradiata ingår i släktet Leucania och familjen nattflyn. Inga underarter finns listade i Catalogue of Life.